# Miss Alagoas 2017
Miss Alagoas 2017 foi a 60ª edição do tradicional concurso de beleza feminina de Miss Alagoas, válido para a disputa de Miss Brasil 2017, único caminho para o Miss Universo. Com a participação de cinco (5) candidatas, a seletiva ocorreu no espaço "Memorial das Bandeiras", em Maceió, capital do Estado sob a coordenação de Márcio Mattos. Gabriele Marinho, indicada no ano anterior, passou a faixa e a coroa no fim da cerimônia para a representante de Santana do Ipanema, Nathália Pastoura.

## Resultados

### Colocações
| Posição   | Município e candidata                    |
| Vencedora | - Santana do Ipanema - Nathália Pastoura |
| 2º. Lugar | - Porto Calvo - Kivya Moura              |

## Candidatas
Disputaram o título este ano:
- Maceió - Raíssa de Souza Chang

- Paripueira - Maria Goretti Costa

- Porto Calvo - Kivya Costa Moura

- Santana do Ipanema - Nathália Pastoura[nota 1]

- São Miguel dos Campos - Flávia Keylla

## Crossovers
Candidatas em outros concursos:

### Estadual
Miss São Paulo
- 2016: Santana do Ipanema - Nathália Pastoura (Top 15) [2]
  - (Representando a cidade de Santo André)

Miss Mundo Alagoas
- 2017: Porto Calvo - Kivya Moura
  - (Representando a cidade de Messias)

Miss Teen Alagoas
- 2015: Maceió - Raíssa Souza (Vencedora) [3]
  - (Representando a cidade de Maceió)